# Kanton Vézelise
Kanton Vézelise (fr. Canton de Vézelise) byl francouzský kanton v departementu Meurthe-et-Moselle v regionu Lotrinsko. Tvořilo ho 33 obcí. Zrušen byl po reformě kantonů 2014.

## Obce kantonu
- Autrey
- Chaouilley
- Clérey-sur-Brenon
- Dommarie-Eulmont
- Étreval
- Forcelles-Saint-Gorgon
- Forcelles-sous-Gugney
- Fraisnes-en-Saintois
- Frolois
- Goviller
- Gugney
- Hammeville
- Houdelmont
- Houdreville
- Lalœuf
- Marthemont
- Ognéville
- Omelmont
- Parey-Saint-Césaire
- Pierreville
- Praye
- Pulligny
- Quevilloncourt
- Saxon-Sion
- Thélod
- They-sous-Vaudemont
- Thorey-Lyautey
- Vaudémont
- Vézelise
- Viterne
- Vitrey
- Vroncourt
- Xeuilley